# 托雷新镇
托雷新镇，是西班牙卡斯蒂利亚-拉曼恰瓜达拉哈拉省的一个市镇。总面积11.09平方公里，总人口2960人（2001年），人口密度269人/平方公里。